# Khu văn hóa Suối Tre
Khu văn hoá Suối Tre là khu du lịch nằm tại  km 1.824 của Quốc lộ 1 thuộc thành phố Long Khánh, tỉnh Đồng Nai, Việt Nam.
Khu văn hoá Suối Tre cách Thành phố Hồ Chí Minh khoảng 80 km về hướng đông bắc. Cả khu vực rộng hàng chục hecta với nhiều ngọn đồi cỏ nhấp nhô và những con suối bao quanh. Trên mỗi ngọn đồi đều có một biệt thự xây theo kiến trúc Pháp do người Pháp xây dựng trước đây, xung quanh biệt thự là những hàng dương và nhiều cây cổ thụ nên nơi đây khí hậu rất mát mẻ và dễ chịu, thích hợp cho việc nghỉ dưỡng và dã ngoại. Nơi đây được mệnh danh là "Đà Lạt của miền Đông".
Khu văn hoá Suối Tre có bể bơi, nhà hàng và nhiều trò giải trí khác.